# Raid World Championship
Pour les articles homonymes, voir Gauloises.
Le Raid World Championship est un raid nature extrême organisé par Alain Gaimard. Cette compétition multi-sports réalisée par équipes en milieu naturel était nommée Raid Gauloises jusqu'en 2003, nom de son sponsor principal, la marque de cigarettes Gauloises. La dernière édition s'est déroulée au Canada en 2006, où les participants ont dû effectuer un parcours de mille kilomètres d'une durée de cinq à sept jours sans interruption.
Le 13 et 14 juillet 2019 a eu lieu le trentième anniversaire du Raid Gauloise à Risoul autour de deux raids relativement accessibles (59 et 38 km).

## Événement sous le nomRaid World Championship
- 2004 -  Argentine
- 2005 -  France /  Italie /  Suisse   (Annecy / Mont Blanc / Gstaad)
- 2006 -  Canada

## Premiers événements sous le nomRaid Gauloises
- 1989 –  Nouvelle-Zélande
- 1990 –  Costa Rica
- 1991 –  Nouvelle-Calédonie
- 1992 –  Oman
- 1993 –  Madagascar
- 1994 –  Malaisie
- 1995 –  Argentine
- 1996 – L'édition n'a pas eu lieu

- 1997 –  Afrique du Sud[3]
- 1998 –  Équateur
- 1999 – L'édition n'a pas eu lieu
- 2000 – Tibet/ Népal
- 2001 – L'édition n'a pas eu lieu
- 2002 –  Viêt Nam
- 2003 –  Kirghizistan[4]